# Mennofer
| mn · n | nfr | O24 | niwt |

| mn · n | nfr | O24 | niwt |

| p · t | H | O6 | t · pr | kA | niwt |

| p · t | H | O6 | t · pr | kA | niwt |

Mennofer (též Mennefer), známý i pod řeckým jménem Memfis (Μεμφις), bylo hlavní město starověkého Egypta v období Staré říše. Příležitostně plnilo roli sídelního města panovníků i později a po celé období egyptského starověku zůstávalo významným administrativním a vojenským centrem. V jeho okolí vznikly rozsáhlé nekropole dnes nazývané Sakkára a Abúsír. Archeologická lokalita odpovídající oblasti někdejšího města leží u dnešní vesnice Mít Rahína asi 30 km jihozápadně od nynějšího egyptského hlavního města Káhiry na západním břehu Nilu téměř na rozhraní nilského údolí a delty.
Podle tradice město a tamní velký Ptahův chrám nazývaný v egyptštině Hut ka Ptah (ḥwt kȝ ptḥ) – „Chrám/Palác Ptahova ka“ založil doposud historicky nedoložený první egyptský panovník Meni. Původní název města byl Inebuhedž (jnbw-ḥḏ) – „Bílé zdi“ – což poukazuje na opevněnou královskou rezidenci. Z názvu chrámového komplexu (konkrétně z pozdější zkrácené hovorové varianty Hykupta) Řekové utvořili název, který vztáhli na celou zemi: ΑΙΓΥΠΤΟΣ (Aigyptos). Když se s tímto označením pro Egypt setkali Římané, převzali jej, přizpůsobili jej svému jazyku a vzniklo ÆGYPTVS (Égyptus), z něhož je pak odvozen náš současný název.
Jádro někdejšího města s chrámem boha Ptaha se nacházelo pod současnou vesnicí, v průběhu staletí se centrum posouvalo směrem k západu k oblasti pyramidových komplexů. Podle zkráceného názvu jednoho z nich (komplex Pepiho I., Men nefer Pepi – „Krása Pepiho je trvalá“) vznikl v období Střední říše název celého města – Mennofer (mn nfr).

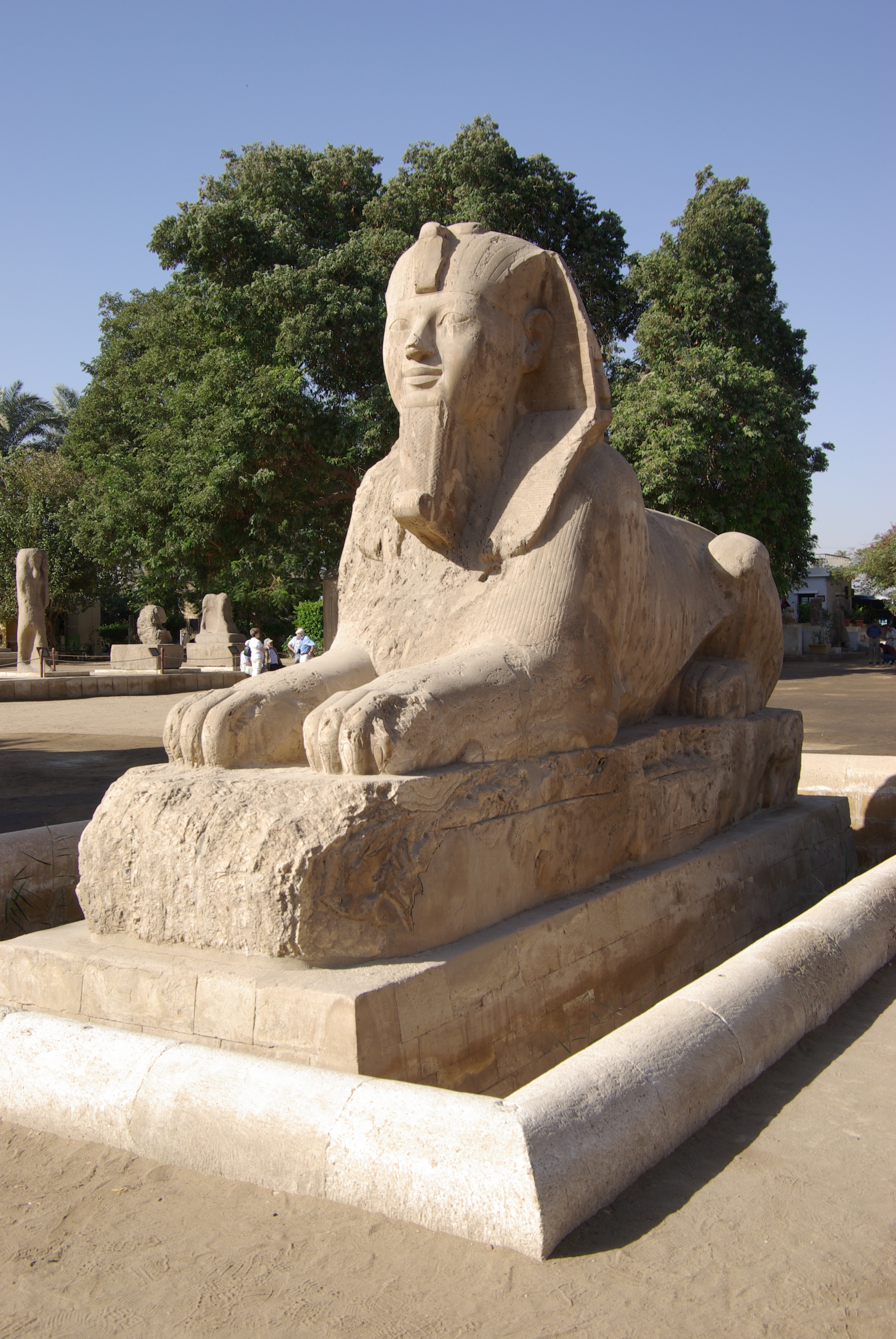
Egypt, Mennofer, alabastrová Sfinga

Na lokalitě je identifikováno více než sto archeologických areálů. Dnešní pozůstatky pocházejí především z doby vlády panovníků Amenhotepa III., Ramesse II. a Ptolemaia IV. (velký Ptahův chrám) a Vahjebrea (palác); k rozvoji města ovšem přispěli panovníci ze všech historických období. Významnou osobností, která se podílela na utváření rázu města, byl také princ Chamuaset, syn Ramesse II.
V roce 1979 byl Mennofer zařazen na seznam světového dědictví UNESCO.